# مقاطعة ميكوستا (ميشيغان)
مقاطعة ميكوستا (بالإنجليزية: Mecosta County, Michigan)‏ هي إحدى مقاطعات ولاية ميشيغان في الولايات المتحدة. ، بلغ عدد سكانها 42798 نسمة في عام 2010 حسب إحصاء مكتب تعداد الولايات المتحدة وتصل الكثافة السكانية فيها 28 نسمة/كم2.

## وصلات خارجية
- United States Counties